# Felip de Valenza
Felip de Valenza, italianizzato in Filippo di Valenza (fl. XIII secolo), è stato un trovatore occitano del XIII secolo, attivo a Valenza (Drôme, Delfinato), proveniente probabilmente da una regione comprendente la Provenza, Delfinato, Viennois e Valentinois.
Della sua produzione trobadorica si conosce solo una breve tenzone di due stanze composta insieme a Percivalle Doria
             [En Percival Doria]

             Per aqest cors, del teu trip

             non vi tan azaut mancip!

             S'eu agues qe metr' el cip,

             eu e tu foram Felip.

             Mas [ieu] non ti poria

             far tot zo qe.t plairia:

             per q'eu prec Dieus t'arip

             en loc c'onors te sia

             plasers e manentia,

             c'autres non t'i acip.

             [Felip de Valenza]

             Perseval, anc no recip

             de vos qe valgues un rip;

             mas per so non ai cor lip

             vas vos ni.m vir ni[.m] esqip

             de vostra compagnia;

             anz m'auretz tota via

             plus ferm qe mur de gip,

             amic, on q'eu me sia,

             sol per la cortesia

             qe reigna en vostre stip.